# Our Wife (1941)
Our Wife is een Amerikaanse filmkomedie uit 1941 onder regie van John M. Stahl. Destijds werd de film in Nederland uitgebracht onder de titel Een vrouw teveel.

## Verhaal
De componist Jerry Marvin heeft liefdesverdriet na zijn scheiding. Als hij opnieuw verliefd wordt op Susan Drake, zet hij zijn zelfmedelijden opzij. Susan geeft Jerry nieuwe inspiratie om zijn compositie af te maken. Die compositie wordt een groot succes en Jerry is van plan om te trouwen met Susan. Juist op dat ogenblik besluit zijn gewetenloze ex-vrouw dat ze Jerry terug wil.

## Rolverdeling
| Acteur          | Personage       |
| --------------- | --------------- |
| Melvyn Douglas  | Jerry Marvin    |
| Ruth Hussey     | Susan Drake     |
| Ellen Drew      | Babe Martin     |
| Charles Coburn  | Professor Drake |
| John Hubbard    | Tom Drake       |
| Harvey Stephens | Dr. Cassel      |
| Theresa Harris  | Hattie          |